# ژرفاماهی
ژرفاماهی یا کوپوآ (نام علمی: Kopua) نام یک سرده از خانواده گیره‌ماهیان است.